# Requisito di visto per cittadini italiani

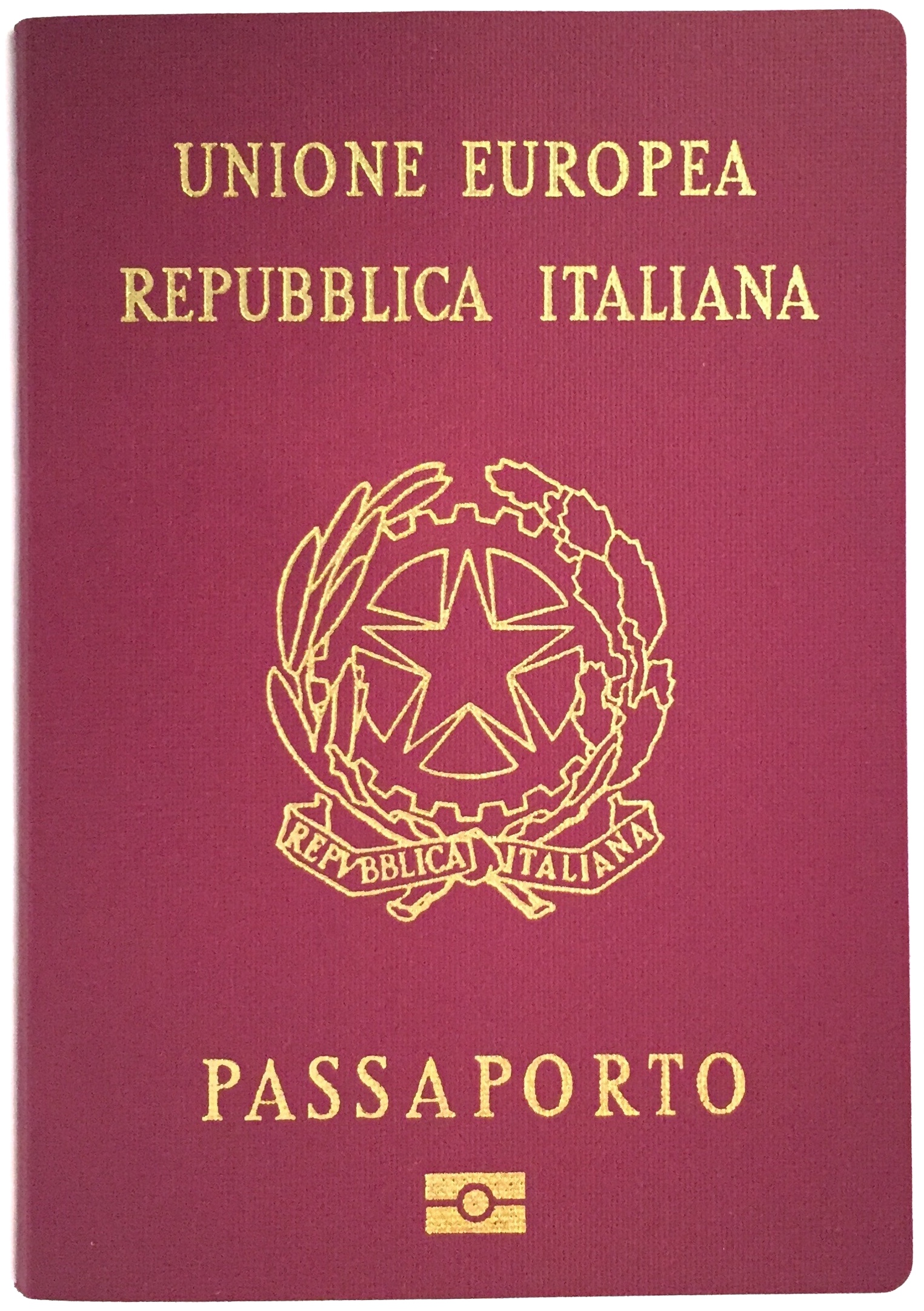
Un passaporto italiano

I requisiti per il visto per i cittadini italiani sono restrizioni di ingresso amministrative imposte dalle autorità di altri stati ai cittadini italiani.
All'inizio del gennaio 2024, i cittadini italiani avevano accesso senza visto o con visto all'arrivo a 194 paesi e territori, posizionando il passaporto italiano al 1º posto in termini di libertà di viaggio (alla pari con Francia, Germania, Giappone, Singapore e Spagna) secondo l'Indice Henley Passport.

## Mappa dei requisiti dei visto

Requisiti per il visto per i cittadini italiani titolari di passaporto ordinario
Italia
Libertà di movimento SEE/Svizzera
Visto non richiesto / ESTA / eTA / eVisitor / ease
Visto disponibile sia all'arrivo che online
Visto all'arrivo
visto elettronico
Visto richiesto prima dell'arrivo

Italia
     Libertà di movimento SEE/Svizzera
     Visto non richiesto / ESTA / eTA / eVisitor / ease
     Visto disponibile sia all'arrivo che online
     Visto all'arrivo
     visto elettronico
     Visto richiesto prima dell'arrivo

## Requisiti per il visto
| Paese/regione             | Requisito di visto                      | Soggiorno consentito | note (escluse le tasse di partenza) |
| ------------------------- | --------------------------------------- | --- | --- |
| Afghanistan               | Visto richiesto                         | | |
| Albania                   | Visto non richiesto                     | 90 giorni | - Carta di identità valida. |
| Algeria                   | Visto richiesto/Visto all'arrivo        | | - Dal 2023, le autorità algerine hanno istituito un sistema per l'ottenimento del “visto all'arrivo” per i turisti che partecipano a un viaggio autorizzato e organizzato da un'agenzia di viaggi algerina, e riconosciuto dal Ministero del Turismo algerino, che includa almeno una tappa in uno dei siti turistici del Sahara. Il visto viene rilasciato solo all'arrivo all'aeroporto internazionale di Algeri o all'aeroporto di Djanet. |
| Andorra                   | Visto non richiesto                     | | - Carta di identità valida |
| Angola                    | Visto non richiesto                     | 30 giorni | |
| Antigua e Barbuda         | Visto non richiesto                     | 3 mesi | |
| Argentina                 | Visto non richiesto                     | 90 giorni | |
| Armenia                   | Visto non richiesto                     | 180 giorni | |
| Australia                 | eVisitor                                | 90 giorni | - 90 giorni per ciascuna visita nell'arco dei 12 mesi se concessa. |
| Austria                   | Visto non richiesto                     | - Libertà di movimento - Carta di identità valida | - Libertà di movimento - Carta di identità valida |
| Azerbaigian               | Visto elettronico                       | 30 giorni | |
| Bahamas                   | Visto non richiesto                     | 3 mesi | |
| Bahrein                   | Visto elettronico / Visto all'arrivo    | 14 giorni | |
| Bangladesh                | Visto all'arrivo                        | 30 giorni | |
| Barbados                  | Visto non richiesto                     | 3 mesi | |
| Bielorussia               | Visto non richiesto                     | 30 giorni | - Deve arrivare e partire tramite l'aeroporto internazionale di Minsk. |
| Belgio                    | Visto non richiesto                     | - Libertà di movimento. - Carta di identità valida | - Libertà di movimento. - Carta di identità valida |
| Belize                    | Visto non richiesto                     | 1 mese | |
| Benin                     | Visto elettronico                       | 30 giorni | - Deve avere un certificato di vaccinazione internazionale. |
| Bhutan                    | Visto elettronico                       | | |
| Bolivia                   | Visto non richiesto                     | 90 giorni | |
| Bosnia ed Erzegovina      | Visto non richiesto                     | 90 giorni | - 90 giorni nell'arco di ogni semestre. - Carta di identità valida |
| Botswana                  | Visto non richiesto                     | 90 giorni | |
| Brasile                   | Visto non richiesto                     | 90 giorni | - 90 giorni in un periodo di 180 giorni. |
| Brunei                    | Visto non richiesto                     | 90 giorni | |
| Bulgaria                  | Visto non richiesto                     | - Libertà di movimento. - Carta di identità valida | - Libertà di movimento. - Carta di identità valida |
| Burkina Faso              | Visto elettronico / Visto all'arrivo    | 1 mese | |
| Burundi                   | Visto all'arrivo                        | 1 mese | |
| Cambogia                  | Visto elettronico / Visto all'arrivo    | 30 giorni | |
| Camerun                   | Visto elettronico                       | | |
| Canada                    | Visto non richiesto                     | 6 mesi | - eTA richiesta se si arriva in aereo. |
| Capo Verde                | Visto non richiesto                     | 30 giorni | - Deve registrarsi online almeno cinque giorni prima dell'arrivo |
| Rep. Centrafricana        | Visto richiesto                         | | |
| Ciad                      | Visto richiesto                         | | |
| Cile                      | Visto non richiesto                     | 90 giorni | |
| Cina                      | Visto non richiesto                     | 30 giorni | - Senza visto dal 1 dicembre 2023 al 31 dicembre 2025. |
| Colombia                  | Visto non richiesto                     | 90 giorni | - 90 giorni - prolungabile fino a 180 giorni di permanenza nell'arco di un anno. |
| Comore                    | Visto all'arrivo                        | 45 giorni | |
| Rep. del Congo            | Visto richiesto                         | | |
| RD del Congo              | Visto elettronico                       | 7 giorni | |
| Costa Rica                | Visto non richiesto                     | 90 giorni | |
| Costa d'Avorio            | Visto elettronico                       | 3 mesi | - I titolari di visto elettronico devono arrivare tramite l'aeroporto internazionale di Libreville. |
| Croazia                   | Visto non richiesto                     | - Libertà di movimento. - Carta di identità valida | - Libertà di movimento. - Carta di identità valida |
| Cuba                      | Visto elettronico                       | 90 giorni | - Prolungabile fino a 90 giorni a pagamento. |
| Cipro                     | Visto non richiesto                     | - Libertà di movimento. - Carta di identità valida | - Libertà di movimento. - Carta di identità valida |
| Rep. Ceca                 | Visto non richiesto                     | - Libertà di movimento. - Carta di identità valida | - Libertà di movimento. - Carta di identità valida |
| Danimarca                 | Visto non richiesto                     | - Libertà di movimento (DK). - Carta di identità valida | - Libertà di movimento (DK). - Carta di identità valida |
| Gibuti                    | Visto elettronico                       | 90 giorni | |
| Dominica                  | Visto non richiesto                     | 90 giorni | - 90 giorni in un periodo di 180 giorni. |
| Rep. Dominicana           | Visto non richiesto                     | 90 giorni | |
| Ecuador                   | Visto non richiesto                     | 90 giorni | |
| Egitto                    | Visto elettronico / Visto all'arrivo    | 30 giorni | |
| El Salvador               | Visto non richiesto                     | 3 mesi | |
| Guinea Equatoriale        | Visto elettronico                       | | |
| Eritrea                   | Visto richiesto                         | | |
| Estonia                   | Visto non richiesto                     | - Libertà di movimento. - Carta di identità valida | - Libertà di movimento. - Carta di identità valida |
| eSwatini                  | Visto non richiesto                     | 30 giorni | |
| Etiopia                   | Visto elettronico / Visto all'arrivo    | fino a 90 giorni | |
| Figi                      | Visto non richiesto                     | 4 mesi | |
| Finlandia                 | Visto non richiesto                     | - Libertà di movimento. - Carta di identità valida | - Libertà di movimento. - Carta di identità valida |
| Francia                   | Visto non richiesto                     | - Libertà di movimento (nelle regioni della Francia) - Carta di identità valida | - Libertà di movimento (nelle regioni della Francia) - Carta di identità valida |
| Gabon                     | Visto elettronico                       | 90 giorni | - I titolari di visto elettronico devono arrivare tramite Aeroporto internazionale di Libreville. |
| Gambia                    | Visto non richiesto                     | 90 giorni | |
| Georgia                   | Visto non richiesto                     | 1 anno | - Carta di identità valida |
| Germania                  | Visto non richiesto                     | - Libertà di movimento. - Carta di identità valida | - Libertà di movimento. - Carta di identità valida |
| Ghana                     | Visto richiesto                         | | |
| Grecia                    | Visto non richiesto                     | - Libertà di movimento. - Carta di identità valida | - Libertà di movimento. - Carta di identità valida |
| Grenada                   | Visto non richiesto                     | 3 mesi | |
| Guatemala                 | Visto non richiesto                     | 90 giorni | |
| Guinea                    | Visto elettronico                       | 90 giorni | |
| Guinea-Bissau             | Visto all'arrivo                        | 90 giorni | |
| Guyana                    | Visto non richiesto                     | 3 mesi | |
| Haiti                     | Visto non richiesto                     | 90 giorni | |
| Honduras                  | Visto non richiesto                     | 3 mesi | |
| Ungheria                  | Visto non richiesto                     | - Libertà di movimento. - Carta di identità valida | - Libertà di movimento. - Carta di identità valida |
| Islanda                   | Visto non richiesto                     | - Libertà di movimento. - Carta di identità valida | - Libertà di movimento. - Carta di identità valida |
| India                     | Visto elettronico                       | 30 giorni | |
| Indonesia                 | e-VOA / Visto all'arrivo                | 30 giorni | |
| Iran                      | Visto elettronico                       | 30 giorni | |
| Iraq                      | Visto all'arrivo                        | 60 giorni | |
| Irlanda                   | Visto non richiesto                     | - Libertà di movimento. - Carta di identità valida | - Libertà di movimento. - Carta di identità valida |
| Israele                   | Visto non richiesto                     | 3 mesi | |
| Giamaica                  | Visto non richiesto                     | 90 giorni | |
| Giappone                  | Visto non richiesto                     | 90 giorni | |
| Giordania                 | Visto elettronico / Visto all'arrivo    | | - Il visto può essere ottenuto all'arrivo, costa un totale di 40 JOD, ottenibile nella maggior parte dei porti di ingresso internazionali e ai valichi di frontiera terrestre (eccetto King Hussein/Allenby Bridge) |
| Kazakistan                | Visto non richiesto                     | 30 giorni | |
| Kenya                     | Autorizzazione de viaggio elettronica   | 3 mesi | |
| Kiribati                  | Visto non richiesto                     | 90 giorni | - 90 giorni in un periodo di 180 giorni. |
| Corea del Nord            | Visto richiesto                         | | - Visto turistico approvato tramite agenzie di viaggio. |
| Corea del Sud             | Autorizzazione di viaggio elettronica   | 90 giorni | - Il periodo di validità di una K-ETA è di 3 anni dalla data di approvazione. |
| Kuwait                    | Visto elettronico / Visto all'arrivo    | 3 mesi | |
| Kirghizistan              | Visto non richiesto                     | 60 giorni | |
| Laos                      | Visto elettronico / Visto all'arrivo    | 30 giorni | |
| Lettonia                  | Visto non richiesto                     | - Libertà di movimento. - Carta di identità valida | - Libertà di movimento. - Carta di identità valida |
| Libano                    | Visto gratuito all'arrivo               | 1 mese | - Prorogabile per ulteriori 2 mesi. Gratuito all'aeroporto internazionale di Beirut o in qualsiasi altro porto di ingresso se non è presente un visto o un sigillo israeliano, con in mano un numero di telefono, un indirizzo in Libano e un biglietto di andata e ritorno o di andata e ritorno non rimborsabile. |
| Lesotho                   | Visto non richiesto                     | | |
| Liberia                   | Visto richiesto                         | | |
| Libia                     | Visto elettronico                       | | |
| Liechtenstein             | Visto non richiesto                     | - Libertà di movimento. - Carta di identità valida | - Libertà di movimento. - Carta di identità valida |
| Lituania                  | Visto non richiesto                     | - Libertà di movimento. - Carta di identità valida | - Libertà di movimento. - Carta di identità valida |
| Lussemburgo               | Visto non richiesto                     | - Libertà di movimento. - Carta di identità valida | - Libertà di movimento. - Carta di identità valida |
| Madagascar                | Visto all'arrivo                        | 60 giorni | |
| Malawi                    | Visto non richiesto                     | 30 giorni | |
| Malaysia                  | Visto non richiesto                     | 3 mesi | |
| Maldive                   | Visto gratuito all'arrivo               | 30 giorni | |
| Mali                      | Visto richiesto                         | | |
| Malta                     | Visto non richiesto                     | - Libertà di movimento. - Carta di identità valida | - Libertà di movimento. - Carta di identità valida |
| Isole Marshall            | Visto non richiesto                     | 90 giorni | - 90 giorni in un periodo di 180 giorni. |
| Mauritania                | Visto all'arrivo                        | | - Disponibile all'aeroporto internazionale di Nouakchott–Oumtounsy. |
| Mauritius                 | Visto non richiesto                     | 90 giorni | |
| Messico                   | Visto non richiesto                     | 180 giorni | |
| Micronesia                | Visto non richiesto                     | 90 giorni | - 90 giorni in un periodo di 180 giorni. |
| Moldavia                  | Visto non richiesto                     | 90 giorni | - 90 giorni in un periodo di 180 giorni. - Carta di identità valida |
| Monaco                    | Visto non richiesto                     | | - Carta di identità valida |
| Mongolia                  | Visto non richiesto                     | 30 giorni | - Il Ministero degli Affari Esteri della Mongolia ha esentato i visti per 34 paesi dal gennaio 2023 al dicembre 2025. |
| Montenegro                | Visto non richiesto                     | 90 giorni | - Carta di identità valida for 30 giorni. |
| Marocco                   | Visto non richiesto                     | 90 giorni | |
| Mozambico                 | Visto non richiesto                     | 30 giorni | - i viaggiatori devono registrarsi sulla piattaforma di visto elettronico almeno 48 ore prima del viaggio e pagare una commissione di elaborazione di 650 MT. |
| Birmania                  | Visto elettronico                       | 28 giorni | - I titolari dil Visto elettronico devono arrivare tramite gli aeroporti di Yangon, Nay Pyi Taw o Mandalay o attraverso i valichi di frontiera terrestri con la Thailandia - Tachileik, Myawaddy e Kawthaung o con l'India - Rih Khaw Dar e Tamu. - Il Visto elettronico è disponibile sia per scopi turistici (il soggiorno consentito è di 28 giorni) che per scopi commerciali (il soggiorno consentito è di 70 giorni). |
| Namibia                   | Visto non richiesto                     | 3 mesi | - 3 mesi entro un anno solare. |
| Nauru                     | Visto richiesto                         | | |
| Nepal                     | Visto in linea / Visto all'arrivo       | 90 giorni | |
| Paesi Bassi               | Visto non richiesto                     | - Libertà di movimento (European Netherlands). - Carta di identità valida | - Libertà di movimento (European Netherlands). - Carta di identità valida |
| Nuova Zelanda             | Electronic Travel Authority             | 3 mesi | - Deve essere pagata una tassa per la conservazione e il turismo per i visitatori internazionali al momento della richiesta di un'Electronic Travel Authority. - I titolari di un Visa di Residente Permanente Australiano o di un Visa di Ritorno per Residenti possono ottenere un Visa di Residente in Nuova Zelanda all'arrivo, che consente un soggiorno indefinito (in base all'Accordo di viaggio trans-tasman), previa soddisfazione dei requisiti di condotta e ottenimento di un'Electronic Travel Authority prima della partenza. Tali viaggiatori non sono tenuti a pagare la International Visitor Conservation and Tourism Levy. |
| Nicaragua                 | Visto non richiesto                     | 90 giorni | |
| Niger                     | Visto richiesto                         | | |
| Nigeria                   | Visto elettronico                       | 90 giorni | |
| Macedonia del Nord        | Visto non richiesto                     | 90 giorni | - Carta di identità valida |
| Norvegia                  | Visto non richiesto                     | - Libertà di movimento. - Carta di identità valida | - Libertà di movimento. - Carta di identità valida |
| Oman                      | Visto non richiesto / Visto elettronico | 14 giorni / 30 giorni | - I visitatori devono avere una prenotazione confermata in hotel, un'assicurazione sanitaria e un biglietto di ritorno. - I titolari di un visto o di un timbro d'ingresso dell'Emirato di Dubai valido per almeno 21 giorni sono esenti dal visto. - I titolari di un visto per il Qatar valido per il viaggio in Oman e valido per almeno un mese sono esenti dal visto quando arrivano direttamente dal Qatar. - Viene effettuata una scansione dell'iride all'arrivo. |
| Pakistan                  | ETA / Online Visa                       | 30 giorni / 3 mesi | - Autorizzazione al Viaggio Elettronica per ottenere un visto all'arrivo a scopo turistico. - Autorizzazione al Viaggio Elettronica per ottenere un visto all'arrivo a scopo commerciale. - Visto online ammissibile. |
| Palau                     | Visto non richiesto                     | 90 giorni | - 90 giorni in un periodo di 180 giorni. |
| Panama                    | Visto non richiesto                     | 90 giorni | |
| Papua Nuova Guinea        | Visto elettronico                       | 60 giorni | - Disponibile all'aeroporto di Gurney (Alotau), all'aeroporto di Mount Hagen, all'aeroporto di Port Moresby e all'aeroporto di Tokua (Rabaul). |
| Paraguay                  | Visto non richiesto                     | 90 giorni | |
| Perù                      | Visto non richiesto                     | 90 giorni | - 90 giorni nell'arco di qualsiasi periodo di 6 mesi. |
| Filippine                 | Visto non richiesto                     | 30 giorni | |
| Polonia                   | Visto non richiesto                     | - Libertà di movimento. - Carta di identità valida | - Libertà di movimento. - Carta di identità valida |
| Portogallo                | Visto non richiesto                     | - Libertà di movimento. - Carta di identità valida | - Libertà di movimento. - Carta di identità valida |
| Qatar                     | Visto non richiesto                     | 90 giorni | |
| Romania                   | Visto non richiesto                     | - Libertà di movimento. - Carta di identità valida | - Libertà di movimento. - Carta di identità valida |
| Russia                    | Visto elettronico                       | 16 giorni | - Visita senza visto di 72 ore all'ingresso tramite traghetto regolare attraverso il porto di San Pietroburgo, a condizione che il passeggero trascorra la notte a bordo o in un alloggio specificamente approvato dall'agenzia di viaggi. |
| Ruanda                    | Visto elettronico / Visto all'arrivo    | 30 giorni | |
| Saint Kitts e Nevis       | Visto non richiesto                     | 3 mesi | |
| Saint Lucia               | Visto non richiesto                     | 90 giorni | - 90 giorni in un periodo di 180 giorni. |
| Saint Vincent e Grenadine | Visto non richiesto                     | 90 giorni | - 90 giorni in un periodo di 180 giorni. |
| Samoa                     | Visto non richiesto                     | 90 giorni | - 90 giorni in un periodo di 180 giorni. |
| San Marino                | Visto non richiesto                     | - In base agli accordi bilaterali, Italia gode di un trattamento speciale e di priorità che include procedure semplificate per ottenere permessi di residenza e di lavoro. - Carta di identità valida | - In base agli accordi bilaterali, Italia gode di un trattamento speciale e di priorità che include procedure semplificate per ottenere permessi di residenza e di lavoro. - Carta di identità valida |
| São Tomé e Príncipe       | Visto non richiesto                     | 15 giorni | |
| Arabia Saudita            | Visto elettronico / Visto all'arrivo    | 90 giorni | |
| Senegal                   | Visto non richiesto                     | 90 giorni | |
| Serbia                    | Visto non richiesto                     | 90 giorni | - 90 giorni within any 6-mese period. - Carta di identità valida |
| Seychelles                | Visto non richiesto                     | 3 mesi | |
| Sierra Leone              | Visto elettronico / Visto all'arrivo    | 30 giorni | |
| Singapore                 | Visto non richiesto                     | 90 giorni | |
| Slovacchia                | Visto non richiesto                     | - Libertà di movimento. - Carta di identità valida | - Libertà di movimento. - Carta di identità valida |
| Slovenia                  | Visto non richiesto                     | - Libertà di movimento. - Carta di identità valida | - Libertà di movimento. - Carta di identità valida |
| Isole Salomone            | Visto non richiesto                     | 90 giorni | - 90 giorni in un periodo di 180 giorni. |
| Somalia                   | Visto all'arrivo                        | | |
| Sudafrica                 | Visto non richiesto                     | 90 giorni | |
| Sudan del Sud             | Visto elettronico                       | | - Ottenibile online. - L'autorizzazione al visto stampata deve essere presentata al momento del viaggio. |
| Spagna                    | Visto non richiesto                     | - Libertà di movimento. - Carta di identità valida | - Libertà di movimento. - Carta di identità valida |
| Sri Lanka                 | ETA / Visto all'arrivo                  | 30 giorni | - L'autorizzazione elettronica al viaggio può essere ottenuta anche all'arrivo. - 30 giorni extendable to 6 mesi. |
| Sudan                     | Visto richiesto                         | | |
| Suriname                  | Visto non richiesto                     | 90 giorni | - Deve essere pagata una tassa d'ingresso di 25 USD o 25 Euro online prima dell'arrivo. - È disponibile anche l'e-Visa per ingresso multiplo. |
| Svezia                    | Visto non richiesto                     | - Libertà di movimento. - Carta di identità valida | - Libertà di movimento. - Carta di identità valida |
| Svizzera                  | Visto non richiesto                     | - Libertà di movimento. - Carta di identità valida | - Libertà di movimento. - Carta di identità valida |
| Siria                     | Visto elettronico                       | | |
| Taiwan                    | Visto non richiesto                     | 90 giorni | |
| Tagikistan                | Visto non richiesto                     | 30 giorni | - Visa also available online. - e-Visa holders can enter through all border points. |
| Tanzania                  | Visto elettronico / Visto all'arrivo    | 90 giorni | |
| Thailandia                | Visto non richiesto                     | 30 giorni | - Maximum two visits annually if non arriving by air. |
| Timor Est                 | Visto non richiesto                     | 90 giorni | - 90 giorni in un periodo di 180 giorni. |
| Togo                      | Visto elettronico                       | 15 giorni | |
| Tonga                     | Visto non richiesto                     | 90 giorni | - 90 giorni in un periodo di 180 giorni. |
| Trinidad e Tobago         | Visto non richiesto                     | 90 giorni | - 90 giorni in un periodo di 180 giorni. |
| Tunisia                   | Visto non richiesto                     | 3 mesi | |
| Turchia                   | Visto non richiesto                     | 3 mesi | - Carta di identità valida |
| Turkmenistan              | Visto richiesto                         | | |
| Tuvalu                    | Visto non richiesto                     | 90 giorni | - 90 giorni in un periodo di 180 giorni. |
| Uganda                    | Visto elettronico                       | 3 mesi | |
| Ucraina                   | Visto non richiesto                     | 90 giorni | - 90 giorni in un periodo di 180 giorni. |
| Emirati Arabi Uniti       | Visto non richiesto                     | 90 giorni | - 90 giorni in un periodo di 180 giorni. |
| Regno Unito               | Visto non richiesto                     | 6 mesi | |
| Stati Uniti               | Visto non richiesto                     | 90 giorni | - Il ESTA è valido per 2 anni dalla data di rilascio. - ESTA è richiesto anche quando si entra nel paese tramite nave da crociera o via terra. - Visto richiesto se i cittadini dei paesi VWP che hanno viaggiato o sono stati presenti in Iraq, Corea del Nord, Siria, Iran, Sudan, Libia, Somalia o Yemen in qualsiasi momento a partire dal 1 marzo 2011 (con limitate eccezioni), o coloro che hanno viaggiato o sono stati presenti a Cuba in qualsiasi momento a partire dal 12 gennaio 2021, o cittadini di paesi VWP che siano anche cittadini di Iraq, Siria, Iran, Corea del Nord o Sudan.                                           |
| Uruguay                   | Visto non richiesto                     | 90 giorni | |
| Uzbekistan                | Visto non richiesto                     | 30 giorni | |
| Vanuatu                   | Visto non richiesto                     | 90 giorni | - 90 giorni in un periodo di 180 giorni. |
| Città del Vaticano        | Visto non richiesto                     | | - Carta di identità valida - Residenza vietata |
| Venezuela                 | Visto non richiesto                     | 90 giorni | |
| Vietnam                   | Visto non richiesto                     | 45 giorni | - È disponibile anche un visto elettronico a ingresso singolo valido per 90 giorni. |
| Yemen                     | Visto richiesto                         | | |
| Zambia                    | Visto non richiesto                     | 30 giorni | |
| Zimbabwe                  | Visto all'arrivo                        | 30 giorni | |

### Territori, aree contese o suddivisioni amministrative con diverse politiche sui visti
Requisiti del visto per i cittadini italiani per le visite a vari territori, aree contese, paesi parzialmente riconosciuti non menzionati nell'elenco sopra, suddivisioni amministrative riconosciute che operano con politiche sui visti diverse e zone restrittive:
| Visitatore                                                       | Requisito del visto                 | Soggiorno consentito    | Tasse non incluse (escluse le spese di partenza) |
| Africa                                                           | Africa                              | Africa                  | Africa |
| ---------------------------------------------------------------- | ----------------------------------- | ----------------------- | --- |
| Eritrea al di fuori di Asmara                                    | Permesso di viaggio necessario      |                         | È richiesto un Permesso di Viaggio per Stranieri (20 nakfa eritrei) per viaggiare nel resto del paese. |
| Sant'Elena, Ascensione e Tristan da Cunha                        | Pass Visitatori richiesto           |                         | Il Pass Visitatori rilasciato all'arrivo è valido per 4/10/21/60/90 giorni al costo di 12/14/16/20/25 sterline. |
| Tristan da Cunha                                                 | Autorizzazione richiesta            |                         | L'autorizzazione al lancio è richiesta al costo di 15/30 sterline (yacht/passeggero navale) per l'Isola di Tristan da Cunha e 20 sterline per l'Isola di Gough, l'Isola Inaccessibile o le Isole Nightingale. |
| Somaliland                                                       | Visto all'arrivo                    | 30 giorni               | È richiesto un pagamento di 30 dollari statunitensi all'arrivo per un visto valido 30 giorni. |
| Asia                                                             |                                     |                         | |
| Territorio britannico dell'Oceano Indiano                        | Permesso speciale richiesto         |                         | È richiesto un permesso speciale. |
| Cina Hainan                                                      | Visto all'arrivo                    |                         | Un visto all'arrivo è disponibile per 15 giorni presso l'Aeroporto Internazionale Meilan di Haikou e l'Aeroporto Internazionale Phoenix di Sanya. I gruppi turistici (di 5 o più persone) non necessitano di visto per soggiorni fino a 15 giorni, purché organizzati da un'agenzia di viaggi registrata nella provincia di Hainan e approvati dall'Amministrazione Nazionale del Turismo della Cina. |
| Hong Kong                                                        | Visto non richiesto                 | 90 giorni               | |
| India PAP/RAP                                                    | PAP/RAP richiesto                   |                         | Il Permesso di Area Protetta (PAP) è richiesto per interi stati come Nagaland e Sikkim e parti degli stati Manipur, Arunachal Pradesh, Uttaranchal, Jammu e Kashmir, Rajasthan, Himachal Pradesh. È richiesto il Permesso di Area Restrittiva (RAP) per tutte le Isole Andamane e Nicobare e alcune parti di Sikkim. Alcuni di questi requisiti vengono occasionalmente revocati per un anno. |
| Iran Zone Franche                                                | Visto non richiesto                 | 14 giorni               | I titolari di passaporti normali che viaggiano come turisti possono entrare nelle seguenti zone commerciali dell'Iran senza visto con un soggiorno massimo di 2 settimane (estendibile): Zona Libera di Arvand, Zona Libera di Aras, Zona di Commercio-Industria Libera di Chabahar, Maku, Isola di Qeshm, Isola di Kish, Anzali. |
| Macao                                                            | Visto non richiesto                 | 90 giorni               | |
| Malaysia Sabah e Sarawak                                         | Visto non richiesto                 |                         | Questi stati hanno le proprie autorità di immigrazione ed è richiesto il passaporto per viaggiare in essi, tuttavia si applica lo stesso visto. |
| Arabia Saudita Mecca e Medina                                    | Accesso speciale richiesto          |                         | Ai non musulmani e a coloro che seguono il movimento religioso Ahmadiyya è severamente vietato l'ingresso. |
| India Isola di North Sentinel                                    | Zona restrittiva                    |                         | |
| Palestina                                                        | Visto non richiesto                 |                         | Arrivo via mare nella Striscia di Gaza non consentito. |
| Tagikistan Provincia Autonoma di Gorno-Badakhshan                | Richiesto permesso OIVR             |                         | È richiesto il permesso OIVR (15+5 somoni tagichi) e un altro permesso speciale (gratuito) è richiesto per il Lago Sarez. |
| Cina Regione Autonoma del Tibet                                  | Richiesto il TTP                    |                         | È richiesto il Permesso di Viaggio per il Tibet (10 dollari statunitensi). |
| Turkmenistan Città chiuse del Turkmenistan                       | Richiesto permesso speciale         |                         | È richiesto un permesso speciale, rilasciato prima dell'arrivo dal Ministero degli Affari Esteri, se si visitano i seguenti luoghi: Atamurat, Cheleken, Dashoguz, Serakhs e Serhetabat. |
| Nazioni Unite Zona demilitarizzata coreana                       | Zona restrittiva                    |                         | |
| Nazioni Unite Zona UNDOF e Ghajar                                | Zona restrittiva                    |                         | |
| Vietnam Phú Quốc                                                 | Visto non richiesto                 | 30 giorni               | |
| Anguilla                                                         | Visto non richiesto                 | 3 mesi                  | |
| Aruba                                                            | Visto non richiesto                 | 30 giorni               | |
| Bermuda                                                          | Visto non richiesto                 | 6 mesi                  | Deciso all'arrivo. |
| Isole Vergini Britanniche                                        | Visto non richiesto                 | 30 giorni               | Possibilità di estensione. |
| Isole Cayman                                                     | Visto non richiesto                 | 6 mesi                  | |
| Colombia San Andrés e Leticia                                    | Carta turistica all'arrivo          |                         | I visitatori che arrivano presso l'Aeroporto Internazionale Gustavo Rojas Pinilla e l'Aeroporto Internazionale Alfredo Vásquez Cobo devono acquistare la carta turistica all'arrivo. |
| Curaçao                                                          | Visto non richiesto                 | 90 giorni.              | |
| Montserrat                                                       | Visto non richiesto                 | 6 mesi                  | |
| Porto Rico                                                       | Visto non richiesto                 | 90 giorni               | Visto non richiesto secondo il Visa Waiver Program, per 90 giorni all'arrivo da oltre mare per 2 anni. Necessaria l'ESTA. |
| Sint Maarten                                                     | Visto non richiesto                 | 90 giorni               | |
| Turks e Caicos                                                   | Visto non richiesto                 | 90 giorni               | |
| Isole Vergini Americane                                          | Visto non richiesto                 | 90 giorni               | Visto non richiesto secondo il Visa Waiver Program, per 90 giorni all'arrivo da oltre mare per 2 anni. Necessaria l'ESTA. |
| Europa                                                           |                                     |                         | |
| Abcasia                                                          | Visto richiesto                     |                         | |
| Monte Athos                                                      | Permesso speciale richiesto         |                         | È richiesto un permesso speciale (4 giorni: 25 euro per i visitatori ortodossi, 35 euro per i visitatori non ortodossi, 18 euro per gli studenti). Vi è un limite massimo di visitatori: massimo 100 ortodossi e 10 non ortodossi al giorno e alle donne non è permesso l'accesso. |
| Bielorussia Brest e Grodno                                       | Visto non richiesto                 | 10 giorni               | |
| Cipro del Nord                                                   | Visto non richiesto                 | 3 mesi                  | Carta di identità valida |
| Nazioni Unite Zona cuscinetto delle Nazioni Unite a Cipro        | Permesso di accesso richiesto       |                         | È necessario un permesso di accesso per viaggiare all'interno della zona, tranne nelle Aree ad uso Civile. |
| Danimarca Fær Øer                                                | Visto non richiesto                 | 90 giorni               | Necessita di permesso di residenza/visto per soggiorni più lunghi. |
| Gibilterra                                                       | Visto non richiesto                 |                         | Carta di identità valida |
| Danimarca Groenlandia                                            | Visto non richiesto                 | 90 giorni               | Necessita di permesso di residenza/visto per soggiorni più lunghi. |
| Germania Büsingen am Hochrhein Büsingen am Hochrhein e Helgoland | Libertà di movimento                | Illimitato              | - Necessita registrazione dopo 90 giorni - Carta di identità valida |
| Italia Livigno e Campione d'Italia                               | Libertà di movimento                |                         | - Può risiedere e lavorare liberamente - Carta di identità valida |
| Portogallo Azzorre e Madera                                      | Libertà di movimento                | Illimitato              | - Registrazione richiesta dopo 90 giorni - Carta di identità |
| Spagna Isole Canarie                                             | Libertà di movimento                | Illimitato              | - Registrazione richiesta dopo 90 giorni - Carta di identità valida |
| Svizzera Samnaun                                                 | Libertà di movimento                | Illimitato              | - Registrazione richiesta dopo 90 giorni - Carta di identità |
| Isola di Man                                                     | Visto non richiesto                 |                         | |
| Norvegia Jan Mayen                                               | Permesso richiesto                  | 24 ore                  | Permesso rilasciato dalla polizia locale richiesto per soggiorni inferiori a 24 ore e permesso rilasciato dalla polizia norvegese per soggiorni superiori a 24 ore. |
| Jersey                                                           | Visto non richiesto                 |                         | |
| Kosovo                                                           | Visto non richiesto                 | 90 giorni               | Carta di identità biometrica valida |
| Russia Città chiuse della Russia                                 | Autorizzazione speciale richiesta   |                         | Diverse città chiuse e regioni della Russia richiedono un'autorizzazione speciale. |
| Ossezia del Sud                                                  | Visto non richiesto                 |                         | È richiesto un visto d'ingresso multiplo per la Russia e una notifica preventiva di tre giorni per entrare in Ossezia del Sud. |
| Svalbard e Jan Mayen                                             | Visto non richiesto                 | Illimitato              | Trattato di Svalbard |
| Transnistria                                                     | Visto non richiesto                 | 24 ore                  | Registrazione richiesta dopo 24 ore. |
| Oceania                                                          |                                     |                         | |
| Samoa Americane                                                  | Autorizzazione elettronica          | 30 giorni               | |
| Australia Isole Ashmore e Cartier                                | Autorizzazione speciale richiesta   |                         | |
| Australia Isola Macquarie                                        | Permesso di autorizzazione speciale |                         | È richiesta un'autorizzazione scritta del Direttore dei Parchi Nazionali e della Fauna Selvatica. |
| Isole Cook                                                       | Visto non richiesto                 | 31 giorni               | |
| Niue                                                             | Visto non richiesto                 | 30 giorni               | |
| Tokelau                                                          | Permesso di ingresso richiesto      | 10 giorni/3 mesi/1 anno | - I permessi per visitatori/permessi di residenza/permessi di lavoro/permessi speciali concessi permettono al titolare del permesso di essere a Tokelau, fino a 10 giorni/3 mesi/1 anno, a meno che diversamente specificato. Richiedi un permesso di viaggio presso l'ufficio di Tokelau ad Apia, Samoa, almeno 2 settimane prima del viaggio. Ai visitatori è richiesto di possedere una prova di fondi sufficienti a coprire il loro soggiorno. - La quantità di fondi necessari è NZD 1.000 - a persona al mese di permanenza o NZD 400 - se l'alloggio. Tokelau può essere raggiunta solo via mare da Samoa e è richiesto un permesso dalle Autorità Immigrazione Samoane per uscire e rientrare in Samoa. |
| Isola Norfolk                                                    | eVisitor                            | 120 giorni              | - Il visto è rilasciato all'arrivo per una visita fino a un massimo di 120 giorni, per i titolari di un eVisitor a più ingressi rilasciato dall'Australia, valido 30 giorni oltre il periodo di permanenza previsto a Norfolk Island. - Dal 1 luglio 2016 tutti gli spostamenti tra l'Isola Norfolk e il continente australiano sono considerati movimenti interni, tuttavia tutti i passeggeri devono comunque portare passaporti o, per i cittadini australiani, un qualche tipo di documento di identificazione fotografica e passare dogana e immigrazione. Si applicano le normali procedure doganali e di immigrazione australiane quando l'ingresso viene effettuato dall'esterno dell'Australia. I passeggeri che non portano i loro passaporti non sono idonei all'acquisto di merci duty-free sull'Isola Norfolk. |
| Isola di Natale                                                  | Visto non richiesto                 | 90 giorni               | Passaporti e visti non richiesti quando si viaggia dal continente australiano. Tuttavia, deve essere prodotta un'identificazione fotografica per l'autorizzazione attraverso dogana e immigrazione. Si applicano le normali procedure doganali e di immigrazione australiane quando si entra dall'esterno dell'Australia. |
| Isole Cocos (Keeling)                                            | Visto non richiesto                 | 90 giorni               | Passaporti e visti non richiesti quando si viaggia dal continente australiano. Tuttavia, deve essere prodotta un'identificazione fotografica per l'autorizzazione attraverso dogana e immigrazione. Si applicano le normali procedure doganali e di immigrazione australiane quando si entra dall'esterno dell'Australia. |
| Figi Provincia di Lau                                            | Permesso speciale richiesto         |                         | È richiesto un permesso speciale. |
| Francia Isola Clipperton                                         | Permesso speciale richiesto         |                         | È richiesto un permesso speciale. |
| Polinesia francese                                               | Visto non richiesto                 | 90 giorni               | - Carta d'identità valida - Registrazione richiesta per un permesso di soggiorno dopo 90 giorni |
| Nuova Caledonia                                                  | Visto non richiesto                 | 90 giorni               | - Carta d'identità valida - Registrazione richiesta per un permesso di soggiorno dopo 90 giorni |
| Francia Wallis e Futuna                                          | Visto non richiesto                 | 90 giorni               | - Carta d'identità valida - Registrazione richiesta per un permesso di soggiorno dopo 90 giorni |
| Isole Pitcairn                                                   | Visa non richiesto                  | 14 giorni               | Esenzione dal visto e tassa di sbarco di 35 USD o tassa di 5 USD se non si sbarca a terra. |
| Isole Cook                                                       | Visa non richiesto                  | 31 giorni               | |
| Figi Provincia di Lau                                            | Permesso speciale richiesto         |                         | |
| Guam                                                             | Visa non richiesto                  | 90 giorni               | Visa non richiesto ai sensi del Visa Waiver Program, per 90 giorni all'arrivo dall'estero per 2 anni. È richiesta l'ESTA. |
| Niue                                                             | Visa non richiesto                  | 30 giorni               | Il visto all'arrivo valido per 30 giorni viene rilasciato gratuitamente. |
| Isole Marianne Settentrionali                                    | Visa non richiesto                  |                         | |
| Isole Pitcairn                                                   | Visa non richiesto                  | 14 giorni               | Esenzione dal visto e tassa di sbarco di 35 USD o tassa di 5 USD se non si sbarca a terra. |
| Tokelau                                                          | Permesso di ingresso richiesto      |                         | |
| Stati Uniti Isole minori esterne degli Stati Uniti               | Permessi speciali richiesti         |                         | Permessi speciali richiesti per Isola Baker, Isola Howland, Isola Jarvis, Atollo Johnston, Rif Atollo Kingman, Atollo di Midway, Atollo di Palmyra e Isola Wake. |
| America del Sud                                                  |                                     |                         | |
| Galápagos                                                        | Registrazione anticipata richiesta  |                         | È richiesta la registrazione online anticipata. È inoltre necessario ottenere la Carta di Controllo del Transito all'aeroporto prima della partenza. |
| Atlantico meridionale e Antartide                                |                                     |                         | |
| Isole Falkland                                                   | Visa non richiesto                  | 1 mese                  | Di solito viene rilasciato un permesso di visita come timbro nel passaporto all'arrivo. |